# Christian Klien
Christian Klien (* 7. února 1983, Hohenems) je bývalý rakouský pilot Formule 1. V této sérii závodil v letech 2004–2006 a poté působil jako testovací jezdec. V roce 2010 odjel 3 závody ve F1 za tým HRT.

## Počátky kariéry
Christian se narodil ve městě Hohenems, a zájem o závodění získal, když ho jeho otec vzal na závody motokár. Jeho zaujetí v motorsportu se ještě zvýšilo, když se malý Christian setkal s legendou Formule 1, Ayrtonem Sennou. Závodit začal Klien ve 13 letech. V letech 1996 až 1998 vyhrál několik motokárových závodů v Rakousku a Švýcarsku. Hned v prvním roce se stal Švýcarským šampiónem.
V roce 1999 se Christian přesunul do Formule BMW ADAC Junior Cup, kde vyhrál čtyři závody a celkově byl klasifikován na 4. místě. Pro následující sezónu přestoupil do vyšší série, Formule BMW ADAC Championship. Závodil pro tým Rosberg, celkově skončil na 10. místě, mezi nováčky na 3. místě. Ve stejné sérii pokračoval i následující rok, tentokrát vyhrál pět závodů a celkově se umístil na 3. místě. Poté se připojil k týmu JD Motorsport a absolvoval s ním italskou, zimní sérii Formule Renault. Vyhrál jeden závod, což mu otevřelo cestu do německého šampionátu Formule Renault pro rok 2002. Tam vyhrál čtyři závody, získal německý titul a v evropské sérii skončil na 5. pozici. Odtud se Klien přesunul do evropské série Formule 3, do týmu Mucke Motorsport. Celkem vyhrál čtyři závody a skončil celkově na 2. místě, vítězem se stal Ryan Briscoe. V roce 2003 se také účastnil závodu Marlboro Masters na okruhu Zandvoort.

## Formule 1

### 2004: Jaguar
V prosinci 2003 Klien podepsal smlouvu s týmem Jaguar jako závodní jezdec pro sezónu 2004. V týmu nahradil Justina Wilsona, který odjezdil posledních pět závodů ročníku 2003 místo Antonia Pizzonii. Klien měl těžkou úlohu, jeho stájovým kolegou byl zkušenější Mark Webber. Co Wilson ani Pizzonia nedokázali ale Klien dokázal, poprvé porazil Webbera v kvalifikaci. Christian se v průběhu sezóny jevil jako spolehlivý jezdec, nedokončil jen 4 závody z celkových 18. Bodoval však jen jednou, při Grand Prix Belgie 2004, ke dojel na 6. místě. S celkovými 3 body se tak podělil o konečné 16. místo v poháru jezdců. Stejně bodů vybojovali i Nick Heidfeld a Cristiano da Matta.

### 2005–2006: Red Bull Racing

#### 2005

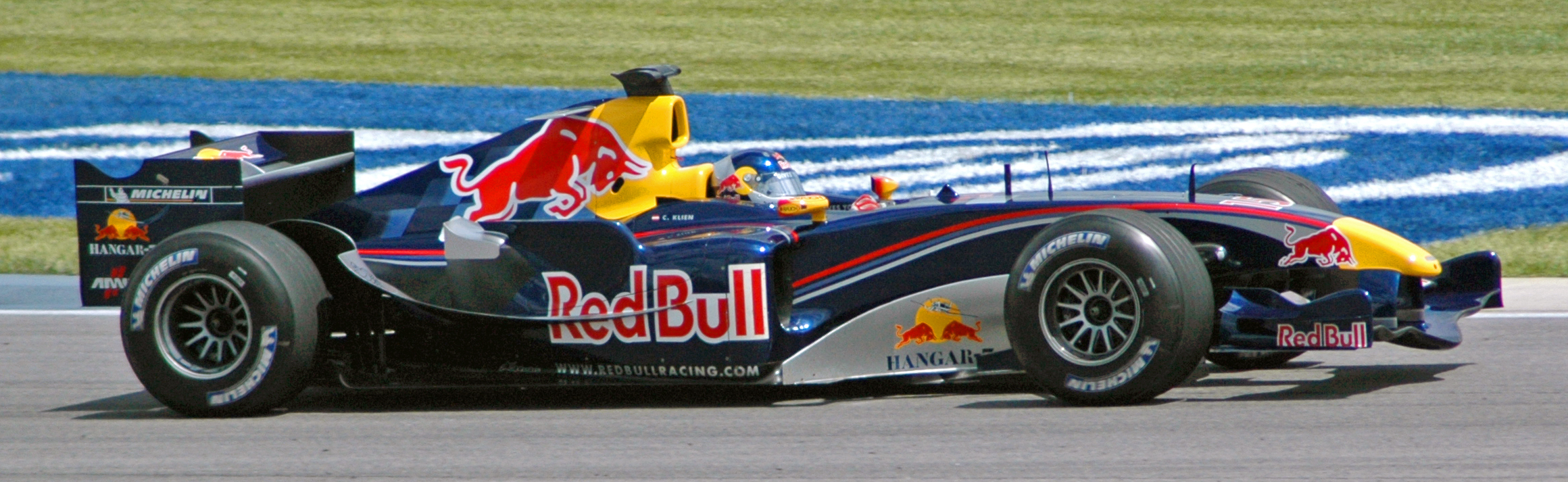
Klien v kvalifikaci na Grand Prix USA 2005.

V listopadu 2004 koupila stáj Jaguar rakouská společnost vyrábějící energetické drinky, Red Bull. Tým se přejmenoval na Red Bull Racing. V průběhu zimní přestávky pro tento tým testovali Klien, Vitantonio Liuzzi a David Coulthard. Místo závodního pilota si nakonec vybojoval veterán Coulthard a právě Christian. A hned v prvních dvou závodech bodoval, když dojel na 7. a 8. místě. Do dalšího závodu ale dokonce ani neodstartoval kvůli problému s elektronikou.
Red Bull se ale rozhodl vyzkoušet i Liuzziho a tak bylo dohodnuto, že bude závodit v následujících 4 podnicích (San Marino, Španělsko, Monako a Evropa) místo Kliena. Ten při těchto závodech působil jako třetí a testovací jezdec. Při Grand Prix Kanady 2005 se ale už do kokpitu vrátil a vydržel zde až do konce sezóny. Celkem nasbíral 9 bodů a umístil se na 15. pozici.

#### 2006

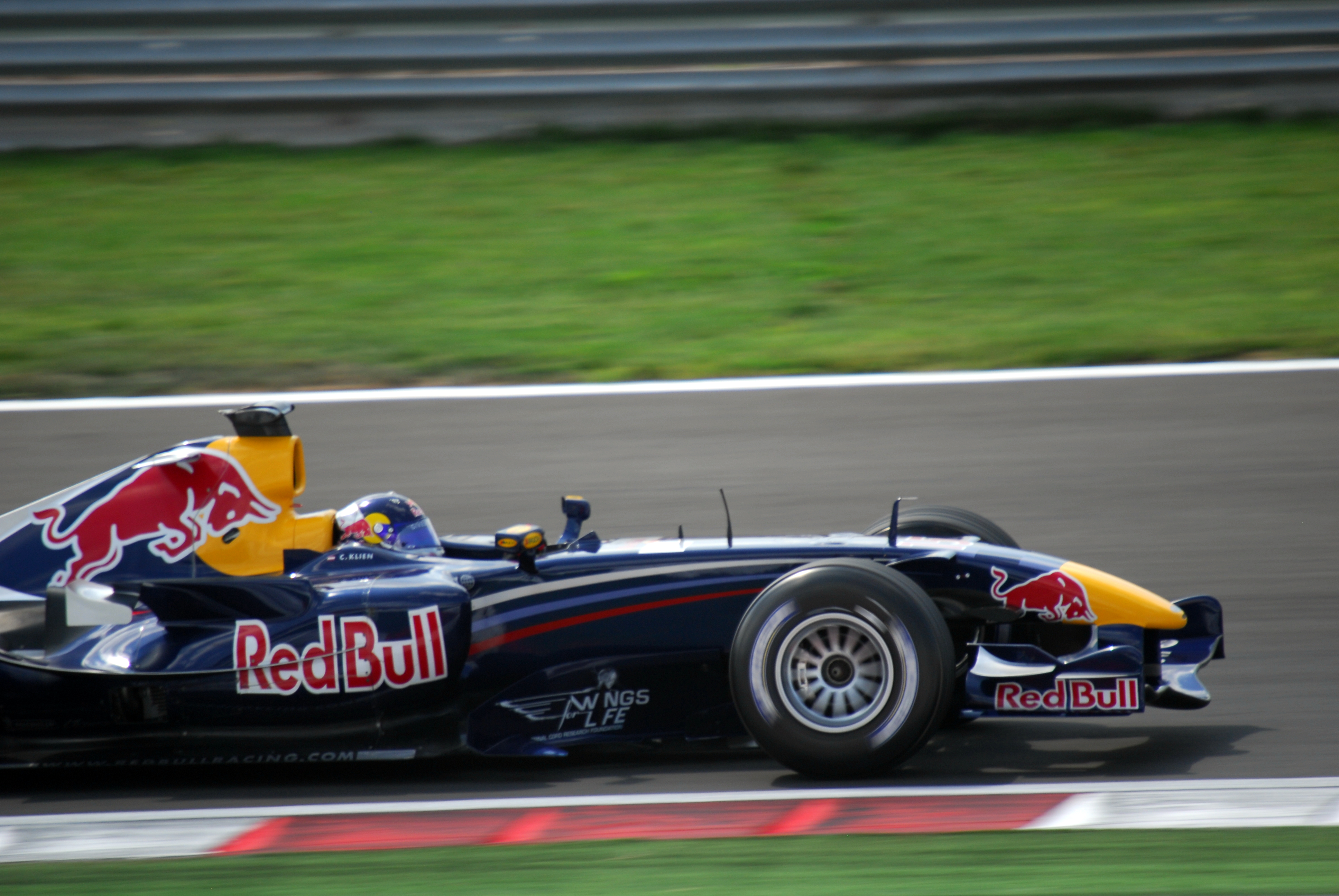
Klien ve voze Red Bull RB2 při Grand Prix Turecka 2006.

Sedačku v Red Bullu si Christian udržel i do sezóny 2006, znovu byl jeho týmovým kolegou David Coulthard. A Klien začal sezónu opět slušně, v prvních 2 závodech se kvalifikoval do top 10. V prvním závodě dojel na 8. místě a připsal si bod. Další 4 závody nedokončil a Coulthard jej výrazně zastínil, když pro Red Bull vybojoval první stupně vítězů. Už v srpnu 2006 podepsal smlouvu na další sezónu s Red Bullem Mark Webber. Bylo jasné, že pro Kliena už na příští rok nezbude místo a měl si hledat místo jinde. Odchod od týmu ale přišel ještě před koncem sezóny. Pro poslední tři závody sezóny dal Red Bull šanci testovacímu jezdci, kterým byl Robert Doornbos.

### 2007 – testovací jezdec

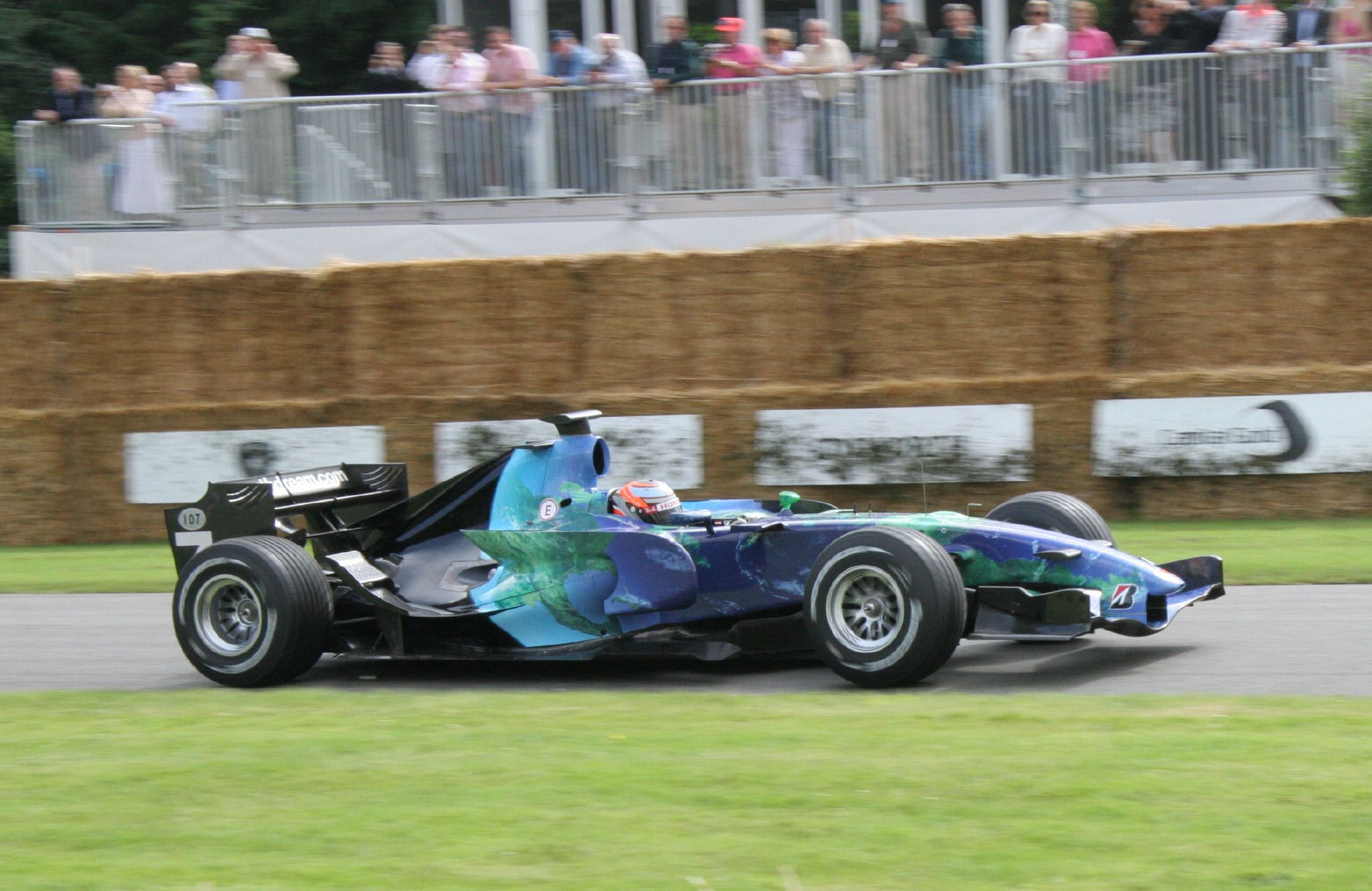
Klien s vozem Honda RA107 při Goodwood Festival of Speed 2007.

15. listopadu 2006 podepsal Klien smlouvu s týmem Honda Racing jako testovací jezdec pro následující sezónu. Jedinou pořádnou šanci však dostal jen při Grand Prix Velké Británie 2007, kdy v tréninku nahradil Jensona Buttona. 11. července 2007 byl Klien poslán testovat pro tým Spyker. Tady měl možnost nahradit Christijana Alberse, prpuštěného kvůli problémům se sponzory. Bohužel, místo Kliena dal Spyker příležitost nezkušenému Sakonu Yamamotovi.
Pro rok 2008 podepsal Klien smlouvu s týmem BMW Sauber, opět jako testovací pilot. V téže sezóně také jel závod 24h Le Mans. Spolu s ním závodili pro tým Peugeot i Ricardo Zonta a Franck Montagny a společně dojeli na 3. místě. V říjnu pak ještě závodil v sérii Petit Le Mans, opět pro tým Peugeot, tentokrát byli jeho stájovými kolegy Marc Gené a Nicolas Minassian.
U BMW zůstal Christian ve stejné roli i v sezóně 2009.

### 2010: Hispania
Před pátým závodem sezony 2010, který se jel ve Španělsku, podepsal Klien smlouvu s týmem HRT a stal se tak testovacím a rezervním jezdcem. Absolvoval dva páteční tréninky a odjel 3 závody.

## Kompletní výsledky ve Formuli 1
| Legenda k tabulce | Legenda k tabulce                                                                       |
| Barva             | Výsledek                                                                                |
| ----------------- | --------------------------------------------------------------------------------------- |
| Zlatá             | Vítěz                                                                                   |
| Stříbrná          | 2. místo                                                                                |
| Bronzová          | 3. místo                                                                                |
| Zelená            | Bodované umístění                                                                       |
| Modrá             | Nebodované umístění                                                                     |
| Modrá             | Dokončil neklasifikován (NC)                                                            |
| Fialová           | Odstoupil (Ret)                                                                         |
| Červená           | Nekvalifikoval se (DNQ)                                                                 |
| Červená           | Nepředkvalifikoval se (DNPQ)                                                            |
| Černá             | Diskvalifikován (DSQ)                                                                   |
| Bílá              | Nestartoval (DNS)                                                                       |
| Bílá              | Závod zrušen (C)                                                                        |
| Světle modrá      | Pouze trénoval (PO)                                                                     |
| Světle modrá      | Páteční testovací jezdec (TD)                                                           |
| Bez barvy         | Netrénoval (DNP)                                                                        |
| Bez barvy         | Vyřazen (EX)                                                                            |
| Bez barvy         | Nepřijel (DNA)                                                                          |
| Bez barvy         | Odvolal účast (WD)                                                                      |
| Bez barvy         | Nezúčastnil se (prázdné)                                                                |
| Označení          | Význam                                                                                  |
| Tučnost           | Pole position                                                                           |
| Kurzíva           | Nejrychlejší kolo                                                                       |
| †                 | Jezdec nedojel do cíle, ale byl klasifikován, protože odjel více než 90 % délky závodu. |
| ‡                 | Byl udělován poloviční počet bodů, protože bylo odjeto méně než 75 % délky závodu.      |
| Horní index       | Umístění bodujících jezdců ve sprintu                                                   |

| 2004                                                  | Jaguar Racing        | Jaguar R5     | Cosworth CR-6 3.0 V10   | AUS 11 | MAL 10  | BHR 14  | SMR 14  | ESP Ret | MON Ret | EUR 12  | CAN 9  | USA Ret | FRA 11  | GBR 14 | GER 10 | HUN 13  | BEL 6  | ITA 13  |         | JPN 12 | BRA 14 |        | 3 | 16. místo |
| 2004                                                  | Jaguar Racing        | Jaguar R5B    | Cosworth CR-6 3.0 V10   |        |         |         |         |         |         |         |        |         |         |        |        |         |        |         | CHN Ret |        |        |        | 3 | 16. místo |
| 2005                                                  | Red Bull Racing      | Red Bull RB1  | Cosworth TJ2005 3.0 V10 | AUS 7  | MAL 8   | BHR DNS | SMR TD  | ESP TD  | MON TD  | EUR TD  | CAN 8  | USA DNS | FRA Ret | GBR 15 | GER 9  | HUN Ret | TUR 8  | ITA 13  | BEL 9   | BRA 9  | JPN 9  | CHN 5  | 9 | 15. místo |
| 2006                                                  | Red Bull Racing      | Red Bull RB2  | Ferrari 056 2.4 V8      | BHR 8  | MAL Ret | AUS Ret | SMR Ret | EUR Ret | ESP 13  | MON Ret | GBR 14 | CAN 11  | USA Ret | FRA 12 | GER 8  | HUN Ret | TUR 11 | ITA 11  | CHN     | JPN    | BRA    |        | 2 | 18. místo |
| 2007                                                  | Honda Racing F1 Team | Honda RA107   | Honda RA807E 2.4 V8     | AUS    | MAL     | BHR     | ESP     | MON     | CAN     | USA     | FRA    | GBR TD  | EUR     | HUN    | TUR    | ITA     | BEL    | JPN     | CHN     | BRA    |        |        | – | –         |
| 2008 – 2009: Christian Klien se neúčastnil Formule 1. |                      |               |                         |        |         |         |         |         |         |         |        |         |         |        |        |         |        |         |         |        |        |        |   |           |
| 2010                                                  | HRT                  | Hispania F110 | Cosworth CA2010 2.4 V8  | BHR    | AUS     | MAL     | CHN     | ESP TD  | MON     | TUR     | CAN    | EUR TD  | GBR     | GER    | HUN    | BEL     | ITA    | SIN Ret | JPN     | KOR    | BRA 22 | ABU 20 | 0 | 27. místo |

## Juniorské formule
| Rok  | Název série            | Tým              | Pořadí    | Body | Závody | Vítězství | Pole Position | Podium |
| ---- | ---------------------- | ---------------- | --------- | ---- | ------ | --------- | ------------- | ------ |
| 1999 | F BMW Junior           | ?                | 4. místo  | 193  | ?      | 4         | ?             | ?      |
| 2000 | F BMW ADAC             | Team Rosberg     | 10. místo | 57   | ?      | ?         | ?             | ?      |
| 2001 | F BMW ADAC             | ?                | 3. místo  | 233  | ?      | 5         | ?             | ?      |
| 2002 | F Renault 2000 (GER)   | JD Motorsport    | 1. místo  | 278  | 14     | 4         | 2             | 10     |
|      | F Renault 2000 Eurocup | JD Motorsport    | 6. místo  | 92   | 8      | 0         | 0             | 1      |
| 2003 | F3 Euroseries          | Mücke Motorsport | 2. místo  | 89   | 20     | 3         | 6             | 8      |

## Tituly
- 1996 Mistr Švýcarska (mini motokáry)
- 2002 Mistr Německa (Formule Renault)

## Vítězství
- 2002 Oschersleben (Formule Renault)
- 2002 Oschersleben (Formule Renault)
- 2002 Nurburgring (Formule Renault)
- 2003 Le Mans Bugatti (Euroserie F3)
- 2003 Nurburgring (Euroserie F3)
- 2003 Zandvoort (Euroserie F3)
- 2003 Zandvoort Marlboro Masters (Euroserie F3)